# Juliet Mitchell
Juliet Mitchell (nascida em 1940) é uma psicanalista e feminista socialista britânica.

## Vida e carreira
Mitchell nasceu na Nova Zelândia, em 1940, e mudou-se para a Inglaterra, em 1944. Estudou em St Anne's College, Oxford, onde se diplomou em Letras. Lecionou literatura inglesa de 1962 a 1970 em Leeds University e Reading University. Nos anos 1960, envolveu-se com ativismo de esquerda e foi do comitê editorial da revista New Left Review.
Ela teve um cargo de pesquisa no Jesus College, Cambridge e foi professora de Psicanálise e Estudos de Gênero na Universidade de Cambridge, antes de, em 2010, ser indicada para ser a diretora da seção de psicanálise da Universidade College de Londres (UCL).
Foi membro do Conselho Britânico de Psicanálise.

## Publicações

### Psicanálise e feminismo
Mitchell é especialmente conhecida por seu livro Psychoanalysis and Feminism: Freud, Reich, Laing and Women (1974), em que ela tentou conciliar a psicanálise e o feminismo em um momento em que muitos os consideravam incompatíveis. Peter Gay considerou-a a obra "a mais gratificante e responsável contribuição'" para o debate feminista sobre Freud. Mitchell viu a perspectiva assimétrica de Freud assimétrico sobre masculinidade e feminilidade como refletindo as realidades da cultura patriarcal, e procurou usar sua crítica da feminilidade para um crítica ao próprio patriarcado.

#### Educação infantil
Uma parte substancial da tese do livro é que o marxismo pode fornecer um modelo dentro do qual as estruturas não-patriarcais para a educação das crianças podem ocorrer. A falta do romance de "família" removeria o complexo de Édipo a partir do desenvolvimento de uma criança, assim, libertaria as mulheres das consequências da inveja do pênis e do sentimento de ser castrada que, Mitchell defende, é a raiz da aceitação da inferioridade feminina. De acordo com Mitchell, as crianças são socializadas em papéis de gênero. Por isso, as mulheres crescem socializadas para se tornarem as prestadoras dos cuidados de suas famílias.

## Publicações

### Livros
- Mitchell, Juliet (1971). Woman's estate. Harmondsworth: Penguin. ISBN 9780140214253
- Mitchell, Juliet (1974). Psychoanalysis and feminism: Freud, Reich, Laing, and women. Nova York: Pantheon Books. ISBN 9780394474724

Republicado como: Mitchell, Juliet (2000). Psychoanalysis and feminism: a radical reassessment of Freudian psychoanalysis. Nova York: Basic Books. ISBN 9780465046089
- Mitchell, Juliet (1984). Women, the longest revolution. Nova York: Pantheon Books. ISBN 9780394725741
- Mitchell, Juliet (2000). Mad men and Medusas: reclaiming hysteria. Nova York: Basic Books. ISBN 9780465046133
- Mitchell, Juliet (2003). Siblings: sex and violence. Cambridge, Inglaterra; Malden, Massachusetts: Polity Press. ISBN 9780745632216

### Livros editado
- Mitchell, Juliet; Oakley, Ann (1976). The rights and wrongs of women. Harmondsworth Nova York: Penguin. ISBN 9780140216165
- Mitchell, Juliet (editor); Lacan, Jacques (author); Rose, Jacqueline (translator and editor) (1985). Feminine sexuality: Jacques Lacan and the école freudienne. Nova York Londres: Pantheon Books W.W. Norton. ISBN 9780393302110
- Mitchell, Juliet; Oakley, Ann (1986). What is feminism?. Oxford, Inglaterra: Basil Blackwell. ISBN 9780631148432
- Mitchell, Juliet (editor); Klein, Melanie (author) (1987). The selected Melanie Klein. Nova York: Free Press. ISBN 9780029214817
- Mitchell, Juliet; Oakley, Ann (1997). Who's afraid of feminism?: seeing through the backlash. Nova York: New Press Distributed by W.W. Norton. ISBN 9781565843851